# Кусакін Олег Григорович
Олег Григорович Кусакін (1930—2001) — російський зоолог-карцинолог, гідролог, біогеограф. Академік Російської академії наук .

## Біографія
Олег Григорович Кусакін народився 12 липня 1930 року в Ленінграді. У 1953 році закінчив біологічний факультет Ленінградського державного університету.
У 1958 році захистив дисертацію на здобуття наукового ступеня кандидата біологічних наук. З 1960 по 2001 роки викладав у Далекосхідному державному університеті і Ленінградському державному університеті .
У 1966 році спільно з А. В. Жирмунським розпочав організацію нового Інституту біології моря Далекосхідного наукового центру АН СРСР. У 1972 році захистив докторську дисертацію. У 1986 році нагороджений орденом Трудового Червоного Прапора. 15 грудня 1990 року обраний членом-кореспондентом Академії наук СРСР. 31 березня 1994 — академіком РАН.

## Наукові досягнення
Учасник 30 експедицій. Запропонував схему біогеографічного районування літоралі Далекого Сходу, створив нову концепцію формування глибоководної фауни, що населяє глибини понад 2000 метрів, вніс значний внесок у біогеографічне районування холодних і помірних вод Світового океану, а також уніфікацію біогеографічної термінології. Кусакін значну увагу приділяв вивченню таксономії, біорізноманіття та біогеографії морських і солонуватоводних рівноногих ракоподібних. За результатами досліджень Кусакіним були складені 5 томів визначників рівноногих холодних і помірних вод північного півкулі.
О. Р. Кусакін також займався дослідженням Tanaidacea. У 1997 році разом з Ю. Е. Петровим описав новий рід і вид ламінарієвих водоростей Undariella kurilensis. Разом з А. В. Адріановим у 1998 році склав таксономічний каталог видів живих організмів, що мешкають в затоці Петра Великого.
У 1994 році, у співавторстві з А. Л. Дроздовим, опублікував фундаментальну працю з систематики живої природи «Філема органічного світу» (вийшло два томи: «Частина 1. Пролегомени до побудови філеми» і «Частина 2. Прокаріоти та нижчі евкаріоти»). Монографія присвячена розгляду підходів до створення цілісної філеми органічного світу — системи, яка найповніше на рівні сучасних знань відображає філогенетичні зв'язки між найвищими таксономічними категоріями (типи, царства, домініони, імперії). Дано огляд відомих з часу К. Ліннея мегасистем органічного світу. Запропонована система з 11 царств прокаріотів і 11 царств евкаріот.

## Пам'ять
Далекосхідним відділенням РАН була заснована премія імені О. Р. Кусакіна, яка присуджується «за дослідження морських організмів і екосистем».